# Селве (Комо)
Селве је насеље у Италији у округу Комо, региону Ломбардија.
Према процени из 2011. у насељу је живело 59 становника. Насеље се налази на надморској висини од 607 м.